# Роана (Фрозиноне)
Роана је насеље у Италији у округу Фрозиноне, региону Лацио.
Према процени из 2011. у насељу је живело 345 становника. Насеље се налази на надморској висини од 214 м.